# Spółgłoska szczelinowa języczkowa dźwięczna
Spółgłoska szczelinowa języczkowa dźwięczna – rodzaj dźwięku spółgłoskowego występujący w językach naturalnych, oznaczany w międzynarodowej transkrypcji fonetycznej IPA symbolem [ʁ].

## Artykulacja

### Opis
W czasie artykulacji tej spółgłoski:
- modulowany jest strumień powietrza wydychany z płuc, czyli jest to spółgłoska płucna egresywna
- tylna część podniebienia miękkiego zamyka dostęp do jamy nosowej, jest to spółgłoska ustna
- prąd powietrza w jamie ustnej uchodzi wzdłuż środkowej linii języka – spółgłoska środkowa
- tylna część języka dotyka języczka – jest to spółgłoska języczkowa
- wiązadła głosowe periodycznie drgają, spółgłoska ta jest dźwięczna

### Warianty
Opisanej powyżej artykulacji może towarzyszyć dodatkowo:
- wzniesienie środkowej części grzbietu języka w stronę podniebienia twardego, mówimy wtedy o spółgłosce zmiękczonej (spalatalizowanej): [ʁʲ]
- przewężenie w gardle, mówimy spółgłosce faryngalizowanej spółgłosce: [ʁˤ]
- zaokrąglenie warg, mówimy wtedy o labializowanej spółgłosce [ʁʷ]

## Przykłady
- w języku aleuckim: chamĝul [tʃɑmʁul], "prać"
- w języku awarskim: тIагъур [tʼaˈʁur], "czapka"
- w języku hebrajskim (wymowa aszkenazyjska): ירוק [jaˈʁok] "zielony"
- w języku niemieckim: Ehre ['ʔe:ʁə] "honor" (w niektórych dialektach; w innych w tym wyrazie występuje [r] lub [ʀ])
- w języku ubychijskim: [mʁʲa] "droga"